# Dolni Vit
Dolni Vit (bulgariska: Долни Вит) är ett distrikt i Bulgarien.   Det ligger i kommunen Obsjtina Guljantsi och regionen Pleven, i den norra delen av landet, 160 km nordost om huvudstaden Sofia.
Trakten runt Dolni Vit består till största delen av jordbruksmark. Runt Dolni Vit är det ganska glesbefolkat, med 31 invånare per kvadratkilometer.